# Raheem Sterling
Raheem Shaquille Sterling (Kingston, 8 dicembre 1994) è un calciatore giamaicano naturalizzato inglese, attaccante del Chelsea. Con la nazionale inglese è stato vicecampione d'Europa nel 2021.

## Biografia
Sterling è nato a Kingston in Giamaica, dove ha passato i primi anni di vita. All'età di 5 anni, è emigrato con la madre a Londra in Inghilterra, dove ha frequentato la Copland High School. Non ha mai conosciuto il padre, morto in una sparatoria a Kingston.
Considerato un simbolo della lotta al razzismo, nel corso della propria carriera sportiva è stato vittima di diversi abusi razzisti, provenienti dai tifosi e dalla stampa. Ha denunciato questi episodi pubblicamente ed ha chiesto una rivoluzione culturale nel mondo dello sport.
Nel 2016 ha fatto una comparsa nel film Grimsby - Attenti a quell'altro, vestendo la maglia dell'Inghilterra.

## Caratteristiche tecniche
Attaccante esterno destro, può all'occorrenza giocare sull'altra fascia, come trequartista o seconda punta. Giocatore estremamente rapido, ama partire da sinistra per poi accentrarsi per provare la conclusione a rete o servire un assist. Eccelle nel dribbling, nelle finte e nell'ultimo passaggio. Calciatore ambidestro, di classe, è uno dei giocatori più veloci al mondo, con una velocità massima di 35,02 km/h. Al Manchester City si è confermato anche come finalizzatore (specialmente con l'arrivo di Pep Guardiola)
Nel 2012 è stato inserito nella lista dei migliori calciatori nati dopo il 1991 stilata da Don Balón.

## Carriera

### Club

#### Gli inizi
Sterling si è unito all'Academy del QPR all'età di 10 anni. All'età di 14 anni è apparso sulla copertina del giornale nazionale della Giamaica Gleaner il quale elogiava il ragazzo per i suoi progressi narrando di come abbia abbagliato il mondo del calcio inglese con il suo talento.

#### Liverpool

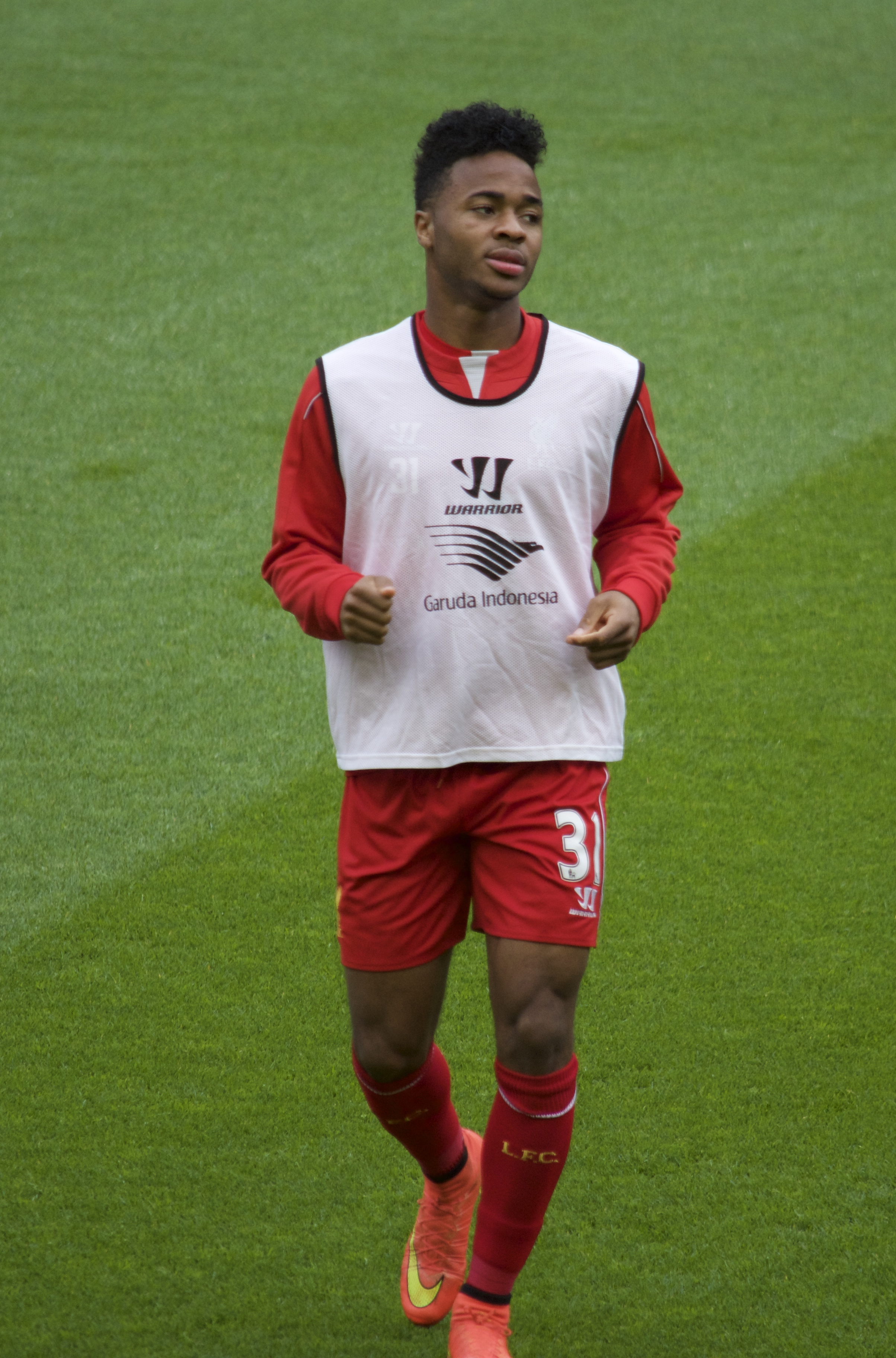
Sterling durante un riscaldamento con la maglia del Liverpool nel 2014.

Sterling giunge al Liverpool nel febbraio del 2010 per una cifra iniziale di 800.000 sterline, che potrebbe salire a 5 milioni a seconda del numero di presenze in prima squadra.
La sua prima apparizione con i Reds risale al 1º agosto 2010, in una partita amichevole contro il Borussia M'gladbach. Il 24 marzo 2012 ha fatto il suo esordio in Premier League, all'età di 17 anni e 107 giorni, sostituendo il compagno Dirk Kuijt nella sconfitta casalinga per 1-2 contro il Wigan, diventando il secondo più giovane calciatore della squadra ad esordire. Nell'agosto del 2012 fa il suo debutto nelle competizioni calcistiche europee, nella gara di qualificazione all'Europa League contro il Homel' (1-0). Il 20 ottobre seguente segna il suo primo gol in campionato, decidendo la partita contro il Reading (1-0) e diventando il secondo più giovane calciatore del Liverpool a segnare un gol in una partita ufficiale. L'8 febbraio 2014 segna la sua prima doppietta con la maglia dei Reds, nella partita vinta per 5-1 contro l'Arsenal affermandosi sempre di più come uno dei maggiori talenti calcistici in prospettiva.

#### Manchester City

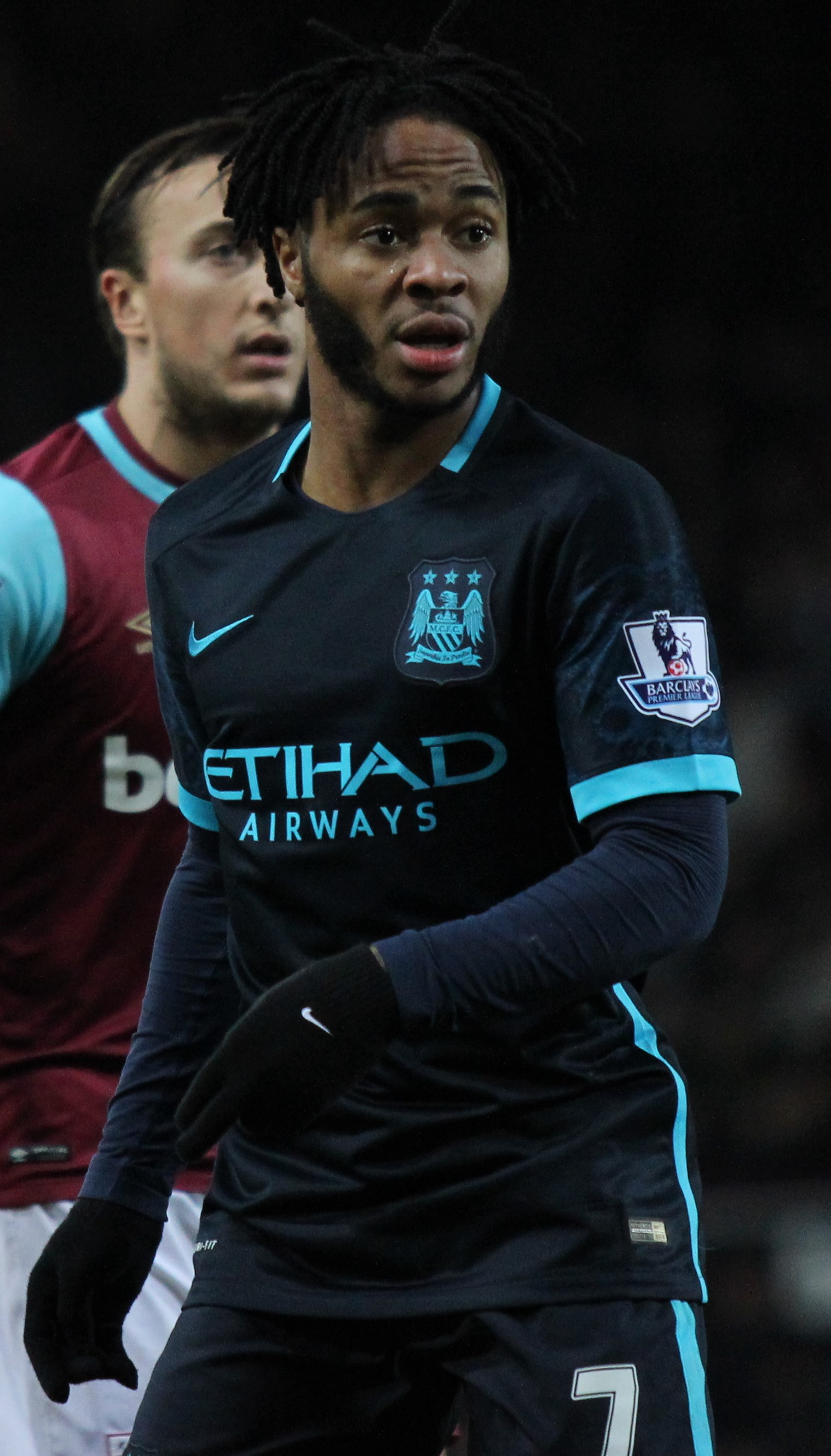
Raheem Sterling con la maglia del Manchester City nel gennaio 2016.

Il 14 luglio 2015 passa ufficialmente al Manchester City per 62,5 milioni di euro (68 milioni con i bonus). Segna il suo primo gol con la maglia dei citizens il 29 agosto contro il Watford. Il 17 ottobre seguente, realizza una tripletta in casa, contro il Bournemouth. Termina la sua prima stagione al City con 47 presenze fra campionato e coppe condite da 11 gol.
La stagione 2016-2017 inizia molto bene sia per lui che per la sua squadra. Infatti, alla terza giornata il City è capolista insieme al Chelsea e al Manchester United, contribuendo alla causa anche con una doppietta nella partita con il West Ham della terza giornata. Il 23 settembre 2017 realizza una doppietta nella partita interna vinta 5-0 dai citizens giocata contro il Crystal Palace. Il 9 novembre 2018 rinnova il suo contratto sino al giugno 2023 con gli Sky Blues. A fine stagione vince per la prima volta la premier con i Citizens.
Il 9 marzo 2019 realizza una tripletta decisiva, nel 3-1 interno contro il Watford. Il 18 maggio successivo, realizza una tripletta nella finale di FA Cup vinta per 6-0 dal Manchester City, contro il Watford. Il 10 agosto seguente alla prima giornata di campionato, nella partita vinta per 5-0 fuori casa contro il West Ham Utd realizza la sua prima tripletta in campionato con la maglia del City. Il 22 ottobre dello stesso anno, sigla anche la sua prima tripletta in carriera in Champions League nella partita vinta in casa per 5-1 contro l'Atalanta. L'11 luglio del 2020 si ripete nuovamente con la terza tripletta stagionale in casa del Brighton, nella vittoria per 5-0 dei Citizens.
Il 29 maggio 2021 gioca la finale di Champions League contro il Chelsea, uscendo sconfitto per 1-0.

#### Chelsea e prestito all'Arsenal
Il 13 luglio 2022 viene annunciato il suo trasferimento a titolo definitivo per 56 milioni di euro al Chelsea. Con i Blues rimane due stagioni e all'inizio della terza annata, non riuscendo a trovare spazio, conclude la sua esperienza con 81 presenze e 19 reti complessive.
Il 30 agosto 2024, nell'ultimo giorno di calciomercato, passa in prestito fino al termine della stagione all'Arsenal. Nei Gunners ritrova Mikel Arteta come allenatore, in precedenza vice di Pep Guardiola ai tempi del Manchester City dal 2016 al 2019.

### Nazionale

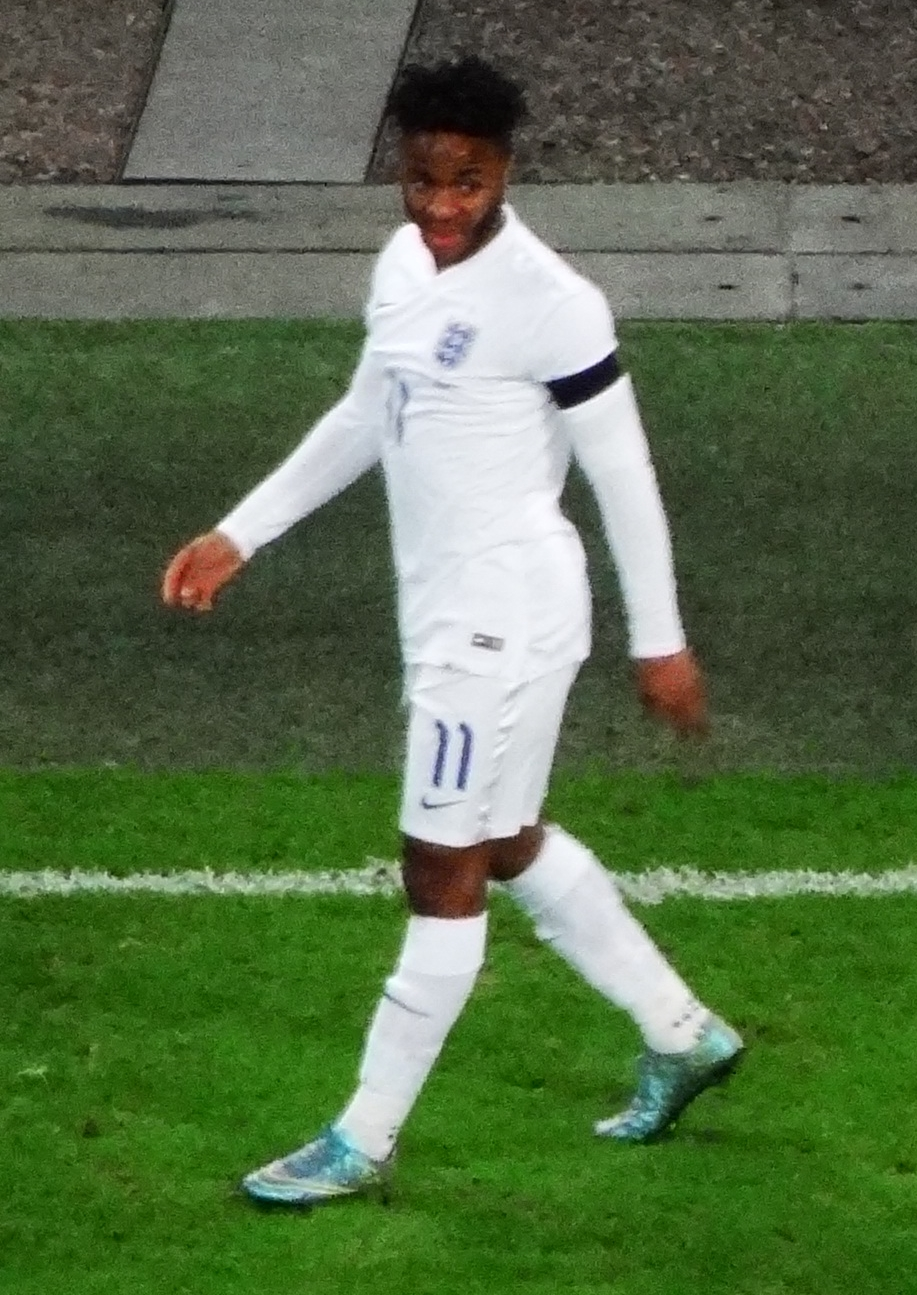
Sterling con la maglia della nazionale inglese nel 2015, in amichevole contro la.

Sterling ha rappresentato il suo Paese adottivo a livello di Under-16, Under-17, Under-19 e Under-21.
Con la rappresentativa Under-17 inglese è stato selezionato per disputare il Mondiale 2011 di categoria, competizione nella quale si è reso protagonista segnando un gol nella prima partita giocata contro il Ruanda, inoltre si è ripetuto nel secondo turno della manifestazione contro l'Argentina, partita vinta dai britannici per 4-2 ai calci di rigore.
Nell'ottobre 2012 è stato chiamato per la prima volta a rappresentare la selezione Under-21, debuttando nella partita contro la Serbia, gara valida per le qualificazioni al campionato europeo di calcio Under-21 2013.
Pur essendo convocabile dalla Giamaica, non riceve mai la chiamata: il 10 settembre 2012 è convocato da Roy Hodgson per l'Inghilterra, con cui esordisce il 14 novembre nell'amichevole persa 4-2 con la Svezia.
È nella rosa dei 23 convocati per il Mondiale 2014, competizione in cui esordisce il 15 giugno 2014 giocando da titolare la prima partita del girone persa 2-1 contro l'Italia. Gioca anche le altre 2 sfide degli inglesi eliminati ai gironi.
Viene convocato per gli Europei 2016 in Francia, in cui risulta il più criticato della compagine per le sue prestazioni sottotono.
Due anni dopo viene convocato per i Mondiali 2018, in cui gioca 6 gare senza andare a segno.
Il 15 ottobre 2018 realizza una doppietta decisiva nella vittoria esterna per 3-2 contro la Spagna, in UEFA Nations League 2018-2019, tornando così a segnare un goal con l'Inghilterra dopo 3 anni.
Il 22 marzo 2019 durante la partita valida per le qualificazioni al campionato europeo di calcio 2020 contro la Rep. Ceca ha siglato la sua prima tripletta in nazionale. Il 14 ottobre 2019 durante la partita giocata allo Stadio nazionale Vasil Levski contro la Bulgaria è stato vittima, assieme a Tyrone Mings e Marcus Rashford, di insulti ed ululati razzisti, provenienti militanti di estrema destra della tifoseria di casa.
Il 12 novembre 2019 è stato escluso dalla nazionale (durante due partite valide per le qualificazioni a Euro 2020) per via di una rissa in allenamento con Joe Gomez.
Convocato per disputare la fase finale del campionato d'Europa 2020, il 13 giugno 2021 segna contro la Croazia il primo gol della nazionale in questa competizione, che determina l'1-0 finale, cui fa seguito nove giorni più tardi la rete che risolve la sfida vinta contro la Rep. Ceca (1-0), facendo sì che gli inglesi ottenessero il primo posto nel proprio girone. Nella fase a eliminazione diretta Sterling è ulteriormente decisivo: agli ottavi va a segno nel successo per 2-0 contro la Germania, mentre ai quarti serve a Harry Kane l'assist per il primo gol dei Three Lions contro l'Ucraina (4-0). In semifinale contro la Danimarca propizia l'autorete dell'1-1 per i britannici e si guadagna il rigore da cui scaturisce il 2-1 di Kane (che peraltro si era fatto respingere il tiro, per poi segnare sulla ribattuta). Schierato come titolare nella finale contro l'Italia, giunge secondo nel torneo, venendo sconfitto per 3-2 ai tiri di rigore. Sterling non è stato tra i 5 rigoristi inglesi, e questo ha attirato alcune critiche nei suoi confronti.

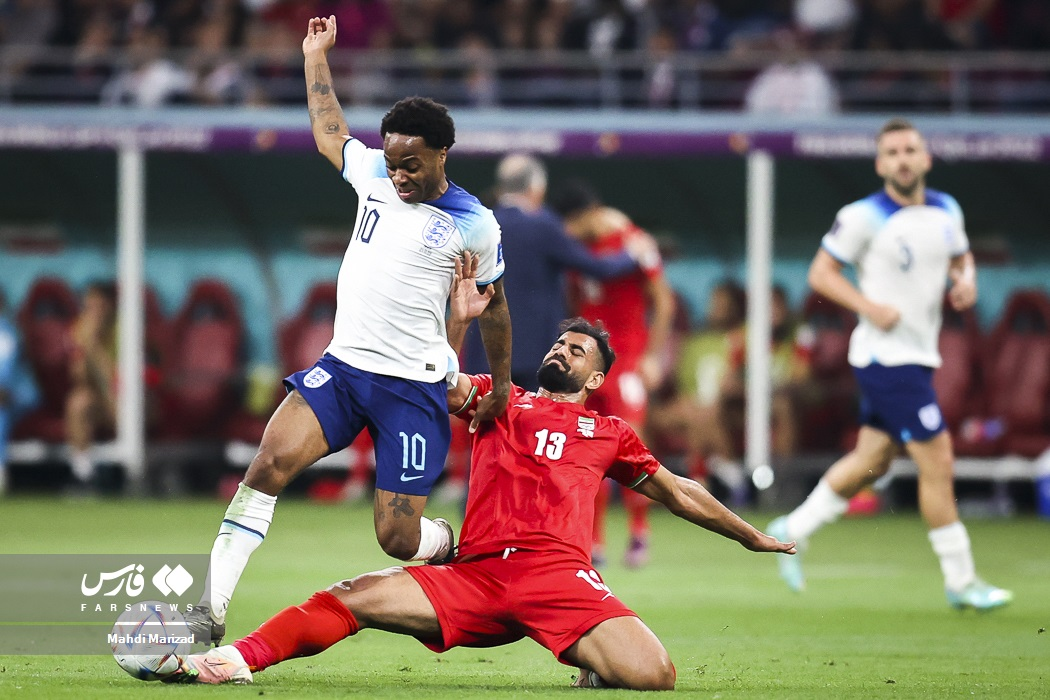
Sterling con indosso la maglia numero 10 dell'Inghilterra durante la partita contro gli Iran nella fase a gironi del campionato del mondo 2022.

Nel 2022 partecipa ai Mondiali in Qatar, viene schierato titolare nei primi due match disputati dall'Inghilterra, contribuendo peraltro con un gol alla vittoria nella partita d'esordio del Gruppo B contro l'Iran, battuto per 6-2. Tuttavia, il 4 dicembre lascia il ritiro dei Three Lions e fa ritorno a Londra per sincerarsi delle condizioni dei suoi familiari, vittime di un'irruzione da parte di alcuni uomini armati all'interno della sua residenza a Leatherhead, nel Surrey. Tornato a disposizione del CT Southgate, sei giorni più tardi subentra al posto di Bukayo Saka all'80' nella partita  dei quarti di finale persa per 1-2 contro la Francia.

## Sponsorizzazione
Nel 2012, Sterling ha firmato un contratto di sponsorizzazione con il fornitore americano di abbigliamento sportivo e attrezzature, Nike. È apparso in una pubblicità per le nuove Nike Green Speed II insieme a Mario Götze, Theo Walcott, Eden Hazard, Christian Eriksen e Stephan El Shaarawy nel novembre 2012. Nel gennaio 2013, ha fatto da modello per le nuove Nike Mercurial Vapor IX. A partire dal 2020, Sterling è diventato un ambasciatore per Gillette, apparendo in spot pubblicitari nel Regno Unito per il marchio. Nel maggio 2021 ha annunciato di aver firmato un contratto pluriennale con New Balance, indosserà le scarpe da calcio Furon v6+.

## Statistiche

### Presenze e reti nei club
Statistiche aggiornate al 25 maggio 2025.
| Stagione               | Squadra                | Campionato             | Campionato | Campionato | Coppe nazionali | Coppe nazionali | Coppe nazionali | Coppe continentali | Coppe continentali | Coppe continentali | Altre coppe | Altre coppe | Altre coppe | Totale | Totale |
| Stagione               | Squadra                | Comp                   | Pres       | Reti       | Comp            | Pres            | Reti            | Comp               | Pres               | Reti               | Comp        | Pres        | Reti        | Pres   | Reti   |
| ---------------------- | ---------------------- | ---------------------- | ---------- | ---------- | --------------- | --------------- | --------------- | ------------------ | ------------------ | ------------------ | ----------- | ----------- | ----------- | ------ | ------ |
| 2011-2012              | Liverpool              | PL                     | 3          | 0          | FACup+CdL       | 0               | 0               | UEL                | 0                  | 0                  | -           | -           | -           | 3      | 0      |
| 2012-2013              | Liverpool              | PL                     | 24         | 2          | FACup+CdL       | 1+1             | 0               | UEL                | 10                 | 0                  | -           | -           | -           | 36     | 2      |
| 2013-2014              | Liverpool              | PL                     | 33         | 9          | FACup+CdL       | 3+2             | 0+1             | -                  | -                  | -                  | -           | -           | -           | 38     | 10     |
| 2014-2015              | Liverpool              | PL                     | 35         | 7          | FACup+CdL       | 5+4             | 1+3             | UCL+UEL            | 6+2                | 0                  | -           | -           | -           | 52     | 11     |
| Totale Liverpool       | Totale Liverpool       | Totale Liverpool       | 95         | 18         |                 | 16              | 5               |                    | 18                 | 0                  |             | -           | -           | 129    | 23     |
| 2015-2016              | Manchester City        | PL                     | 31         | 6          | FACup+CdL       | 2+4             | 1+1             | UCL                | 10                 | 3                  | -           | -           | -           | 47     | 11     |
| 2016-2017              | Manchester City        | PL                     | 33         | 7          | FACup+CdL       | 5+1             | 1+0             | UCL                | 8                  | 2                  | -           | -           | -           | 47     | 10     |
| 2017-2018              | Manchester City        | PL                     | 33         | 18         | FACup+CdL       | 2+3             | 1+0             | UCL                | 8                  | 4                  | -           | -           | -           | 46     | 23     |
| 2018-2019              | Manchester City        | PL                     | 34         | 17         | FACup+CdL       | 4+3             | 3+0             | UCL                | 10                 | 5                  | CS          | 0           | 0           | 51     | 25     |
| 2019-2020              | Manchester City        | PL                     | 33         | 20         | FACup+CdL       | 4+5             | 1+3             | UCL                | 9                  | 6                  | CS          | 1           | 1           | 52     | 31     |
| 2020-2021              | Manchester City        | PL                     | 31         | 10         | FACup+CdL       | 3+4             | 1+2             | UCL                | 11                 | 1                  | -           | -           | -           | 49     | 14     |
| 2021-2022              | Manchester City        | PL                     | 30         | 13         | FACup+CdL       | 3+2             | 1+0             | UCL                | 12                 | 3                  | CS          | 0           | 0           | 47     | 17     |
| Totale Manchester City | Totale Manchester City | Totale Manchester City | 225        | 91         |                 | 45              | 15              |                    | 68                 | 24                 |             | 1           | 1           | 339    | 131    |
| 2022-2023              | Chelsea                | PL                     | 28         | 6          | FACup+CdL       | 0+1             | 0               | UCL                | 9                  | 3                  | -           | -           | -           | 38     | 9      |
| 2023-2024              | Chelsea                | PL                     | 31         | 8          | FACup+CdL       | 6+6             | 1+1             | -                  | -                  | -                  | -           | -           | -           | 43     | 10     |
| Totale Chelsea         | Totale Chelsea         | Totale Chelsea         | 59         | 14         |                 | 13              | 2               |                    | 9                  | 3                  |             | -           | -           | 81     | 19     |
| 2024-2025              | Arsenal                | PL                     | 17         | 0          | FACup+CdL       | 1+4             | 0+1             | UCL                | 6                  | 0                  | -           | -           | -           | 28     | 1      |
| Totale carriera        | Totale carriera        | Totale carriera        | 396        | 123        |                 | 80              | 23              |                    | 101                | 27                 |             | 1           | 1           | 578    | 174    |

### Cronologia presenze e reti in nazionale
| Cronologia completa delle presenze e delle reti in nazionale ― Inghilterra | Cronologia completa delle presenze e delle reti in nazionale ― Inghilterra | Cronologia completa delle presenze e delle reti in nazionale ― Inghilterra | Cronologia completa delle presenze e delle reti in nazionale ― Inghilterra | Cronologia completa delle presenze e delle reti in nazionale ― Inghilterra | Cronologia completa delle presenze e delle reti in nazionale ― Inghilterra | Cronologia completa delle presenze e delle reti in nazionale ― Inghilterra | Cronologia completa delle presenze e delle reti in nazionale ― Inghilterra |
| Data                                                                       | Città                                                                      | In casa                                                                    | Risultato                                                                  | Ospiti                                                                     | Competizione                                                               | Reti                                                                       | Note                                                                       |
| -------------------------------------------------------------------------- | -------------------------------------------------------------------------- | -------------------------------------------------------------------------- | -------------------------------------------------------------------------- | -------------------------------------------------------------------------- | -------------------------------------------------------------------------- | -------------------------------------------------------------------------- | -------------------------------------------------------------------------- |
| 14-11-2012                                                                 | Solna                                                                      | Svezia                                                                     | 4 – 2                                                                      | Inghilterra                                                                | Amichevole                                                                 | -                                                                          | 86’                                                                        |
| 5-3-2014                                                                   | Londra                                                                     | Inghilterra                                                                | 1 – 0                                                                      | Danimarca                                                                  | Amichevole                                                                 | -                                                                          | 86’                                                                        |
| 30-5-2014                                                                  | Londra                                                                     | Inghilterra                                                                | 3 – 0                                                                      | Perù                                                                       | Amichevole                                                                 | -                                                                          | 66’                                                                        |
| 4-6-2014                                                                   | Miami Gardens                                                              | Ecuador                                                                    | 2 – 2                                                                      | Inghilterra                                                                | Amichevole                                                                 | -                                                                          | 65’ 67’, 79’                                                               |
| 14-6-2014                                                                  | Manaus                                                                     | Inghilterra                                                                | 1 – 2                                                                      | Italia                                                                     | Mondiali 2014 - 1º turno                                                   | -                                                                          | 90+2’                                                                      |
| 19-6-2014                                                                  | San Paolo                                                                  | Uruguay                                                                    | 2 – 1                                                                      | Inghilterra                                                                | Mondiali 2014 - 1º turno                                                   | -                                                                          | 64’                                                                        |
| 24-6-2014                                                                  | Belo Horizonte                                                             | Costa Rica                                                                 | 0 – 0                                                                      | Inghilterra                                                                | Mondiali 2014 - 1º turno                                                   | -                                                                          | 62’                                                                        |
| 3-9-2014                                                                   | Londra                                                                     | Inghilterra                                                                | 1 – 0                                                                      | Norvegia                                                                   | Amichevole                                                                 | -                                                                          |                                                                            |
| 8-9-2014                                                                   | Basilea                                                                    | Svizzera                                                                   | 0 – 2                                                                      | Inghilterra                                                                | Qual. Euro 2016                                                            | -                                                                          |                                                                            |
| 9-10-2014                                                                  | Londra                                                                     | Inghilterra                                                                | 5 – 0                                                                      | San Marino                                                                 | Qual. Euro 2016                                                            | -                                                                          | 46’                                                                        |
| 12-10-2014                                                                 | Tallinn                                                                    | Estonia                                                                    | 0 – 1                                                                      | Inghilterra                                                                | Qual. Euro 2016                                                            | -                                                                          | 64’                                                                        |
| 15-11-2014                                                                 | Londra                                                                     | Inghilterra                                                                | 3 – 1                                                                      | Slovenia                                                                   | Qual. Euro 2016                                                            | -                                                                          | 82’ 85’                                                                    |
| 18-11-2014                                                                 | Glasgow                                                                    | Scozia                                                                     | 1 – 3                                                                      | Inghilterra                                                                | Amichevole                                                                 | -                                                                          | 67’                                                                        |
| 27-3-2015                                                                  | Londra                                                                     | Inghilterra                                                                | 4 – 0                                                                      | Lituania                                                                   | Qual. Euro 2016                                                            | 1                                                                          | 80’                                                                        |
| 7-6-2015                                                                   | Dublino                                                                    | Irlanda                                                                    | 0 – 0                                                                      | Inghilterra                                                                | Amichevole                                                                 | -                                                                          | 66’                                                                        |
| 14-6-2015                                                                  | Lubiana                                                                    | Slovenia                                                                   | 2 – 3                                                                      | Inghilterra                                                                | Qual. Euro 2016                                                            | -                                                                          |                                                                            |
| 8-9-2015                                                                   | Londra                                                                     | Inghilterra                                                                | 2 – 0                                                                      | Svizzera                                                                   | Qual. Euro 2016                                                            | -                                                                          |                                                                            |
| 9-10-2015                                                                  | Londra                                                                     | Inghilterra                                                                | 2 – 0                                                                      | Estonia                                                                    | Qual. Euro 2016                                                            | 1                                                                          |                                                                            |
| 13-11-2015                                                                 | Alicante                                                                   | Spagna                                                                     | 2 – 0                                                                      | Inghilterra                                                                | Amichevole                                                                 | -                                                                          |                                                                            |
| 17-11-2015                                                                 | Londra                                                                     | Inghilterra                                                                | 2 – 0                                                                      | Francia                                                                    | Amichevole                                                                 | -                                                                          | 68’                                                                        |
| 22-5-2016                                                                  | Manchester                                                                 | Inghilterra                                                                | 2 – 1                                                                      | Turchia                                                                    | Amichevole                                                                 | -                                                                          | 73’                                                                        |
| 27-5-2016                                                                  | Sunderland                                                                 | Inghilterra                                                                | 2 – 1                                                                      | Australia                                                                  | Amichevole                                                                 | -                                                                          | 76’                                                                        |
| 2-6-2016                                                                   | Londra                                                                     | Inghilterra                                                                | 1 – 0                                                                      | Portogallo                                                                 | Amichevole                                                                 | -                                                                          | 66’                                                                        |
| 11-6-2016                                                                  | Marsiglia                                                                  | Inghilterra                                                                | 1 – 1                                                                      | Russia                                                                     | Euro 2016 - 1º Turno                                                       | -                                                                          | 87’                                                                        |
| 16-6-2016                                                                  | Lens                                                                       | Inghilterra                                                                | 2 – 1                                                                      | Galles                                                                     | Euro 2016 - 1º Turno                                                       | -                                                                          | 46’                                                                        |
| 27-6-2016                                                                  | Nizza                                                                      | Inghilterra                                                                | 1 – 2                                                                      | Islanda                                                                    | Euro 2016 - Ottavi di finale                                               | -                                                                          | 60’                                                                        |
| 4-9-2016                                                                   | Trnava                                                                     | Slovacchia                                                                 | 0 – 1                                                                      | Inghilterra                                                                | Qual. Mondiali 2018                                                        | -                                                                          | 71’                                                                        |
| 11-11-2016                                                                 | Londra                                                                     | Inghilterra                                                                | 3 – 0                                                                      | Scozia                                                                     | Qual. Mondiali 2018                                                        | -                                                                          |                                                                            |
| 15-11-2016                                                                 | Londra                                                                     | Inghilterra                                                                | 2 – 2                                                                      | Spagna                                                                     | Amichevole                                                                 | -                                                                          | 29’ 65’                                                                    |
| 26-3-2017                                                                  | Londra                                                                     | Inghilterra                                                                | 2 – 0                                                                      | Lituania                                                                   | Qual. Mondiali 2018                                                        | -                                                                          | 60’                                                                        |
| 10-6-2017                                                                  | Glasgow                                                                    | Scozia                                                                     | 2 – 2                                                                      | Inghilterra                                                                | Qual. Mondiali 2018                                                        | -                                                                          | 84’                                                                        |
| 13-6-2017                                                                  | Saint-Denis                                                                | Francia                                                                    | 3 – 2                                                                      | Inghilterra                                                                | Amichevole                                                                 | -                                                                          |                                                                            |
| 1-9-2017                                                                   | Ta' Qali                                                                   | Malta                                                                      | 0 – 4                                                                      | Inghilterra                                                                | Qual. Mondiali 2018                                                        | -                                                                          | 46’                                                                        |
| 4-9-2017                                                                   | Londra                                                                     | Inghilterra                                                                | 2 – 1                                                                      | Slovacchia                                                                 | Qual. Mondiali 2018                                                        | -                                                                          | 83’                                                                        |
| 5-10-2017                                                                  | Londra                                                                     | Inghilterra                                                                | 1 – 0                                                                      | Slovenia                                                                   | Qual. Mondiali 2018                                                        | -                                                                          | 85’                                                                        |
| 23-3-2018                                                                  | Amsterdam                                                                  | Paesi Bassi                                                                | 0 – 1                                                                      | Inghilterra                                                                | Amichevole                                                                 | -                                                                          | 68’                                                                        |
| 27-3-2018                                                                  | Londra                                                                     | Inghilterra                                                                | 1 – 1                                                                      | Italia                                                                     | Amichevole                                                                 | -                                                                          |                                                                            |
| 2-6-2018                                                                   | Londra                                                                     | Inghilterra                                                                | 2 – 1                                                                      | Nigeria                                                                    | Amichevole                                                                 | -                                                                          | 52’ 74’                                                                    |
| 18-6-2018                                                                  | Volgograd                                                                  | Tunisia                                                                    | 1 – 2                                                                      | Inghilterra                                                                | Mondiali 2018 - 1º turno                                                   | -                                                                          | 68’                                                                        |
| 24-6-2018                                                                  | Nižnij Novgorod                                                            | Inghilterra                                                                | 6 – 1                                                                      | Panama                                                                     | Mondiali 2018 - 1º turno                                                   | -                                                                          |                                                                            |
| 3-7-2018                                                                   | Mosca                                                                      | Colombia                                                                   | 1 – 1 dts (3 – 4 dtr)                                                      | Inghilterra                                                                | Mondiali 2018 - Ottavi di finale                                           | -                                                                          | 88’                                                                        |
| 7-7-2018                                                                   | Samara                                                                     | Svezia                                                                     | 0 – 2                                                                      | Inghilterra                                                                | Mondiali 2018 - Quarti di finale                                           | -                                                                          | 90+1’                                                                      |
| 11-7-2018                                                                  | Mosca                                                                      | Croazia                                                                    | 2 – 1 dts                                                                  | Inghilterra                                                                | Mondiali 2018 - Semifinale                                                 | -                                                                          | 74’                                                                        |
| 14-7-2018                                                                  | San Pietroburgo                                                            | Belgio                                                                     | 2 – 0                                                                      | Inghilterra                                                                | Mondiali 2018 - Finale 3º posto                                            | -                                                                          | 46’                                                                        |
| 12-10-2018                                                                 | Fiume                                                                      | Croazia                                                                    | 0 – 0                                                                      | Inghilterra                                                                | UEFA Nations League 2018-2019 - 1º turno                                   | -                                                                          | 72’ 78’                                                                    |
| 15-10-2018                                                                 | Siviglia                                                                   | Spagna                                                                     | 2 – 3                                                                      | Inghilterra                                                                | UEFA Nations League 2018-2019 - 1º turno                                   | 2                                                                          |                                                                            |
| 18-11-2018                                                                 | Londra                                                                     | Inghilterra                                                                | 2 – 1                                                                      | Croazia                                                                    | UEFA Nations League 2018-2019 - 1º turno                                   | -                                                                          |                                                                            |
| 22-3-2019                                                                  | Londra                                                                     | Inghilterra                                                                | 5 – 0                                                                      | Rep. Ceca                                                                  | Qual. Euro 2020                                                            | 3                                                                          | 70’                                                                        |
| 25-3-2019                                                                  | Podgorica                                                                  | Montenegro                                                                 | 1 – 5                                                                      | Inghilterra                                                                | Qual. Euro 2020                                                            | 1                                                                          |                                                                            |
| 6-6-2019                                                                   | Guimarães                                                                  | Paesi Bassi                                                                | 3 – 1 dts                                                                  | Inghilterra                                                                | UEFA Nations League 2018-2019 - Semifinale                                 | -                                                                          | cap.                                                                       |
| 9-6-2019                                                                   | Guimarães                                                                  | Svizzera                                                                   | 0 – 0 dts (5 – 6 dtr)                                                      | Inghilterra                                                                | UEFA Nations League 2018-2019 - Finale 3º posto                            | -                                                                          | [ 71 ]                                                                     |
| 7-9-2019                                                                   | Londra                                                                     | Inghilterra                                                                | 4 – 0                                                                      | Bulgaria                                                                   | Qual. Euro 2020                                                            | 1                                                                          | 71’                                                                        |
| 10-9-2019                                                                  | Southampton                                                                | Inghilterra                                                                | 5 – 3                                                                      | Kosovo                                                                     | Qual. Euro 2020                                                            | 1                                                                          |                                                                            |
| 11-10-2019                                                                 | Praga                                                                      | Rep. Ceca                                                                  | 2 – 1                                                                      | Inghilterra                                                                | Qual. Euro 2020                                                            | -                                                                          | 68’                                                                        |
| 14-10-2019                                                                 | Sofia                                                                      | Bulgaria                                                                   | 0 – 6                                                                      | Inghilterra                                                                | Qual. Euro 2020                                                            | 2                                                                          | 73’                                                                        |
| 17-11-2019                                                                 | Pristina                                                                   | Kosovo                                                                     | 0 – 4                                                                      | Inghilterra                                                                | Qual. Euro 2020                                                            | -                                                                          |                                                                            |
| 5-9-2020                                                                   | Reykjavík                                                                  | Islanda                                                                    | 0 – 1                                                                      | Inghilterra                                                                | UEFA Nations League 2020-2021 - 1º turno                                   | 1                                                                          |                                                                            |
| 8-9-2020                                                                   | Copenaghen                                                                 | Danimarca                                                                  | 0 – 0                                                                      | Inghilterra                                                                | UEFA Nations League 2020-2021 - 1º turno                                   | -                                                                          |                                                                            |
| 25-3-2021                                                                  | Londra                                                                     | Inghilterra                                                                | 5 – 0                                                                      | San Marino                                                                 | Qual. Mondiali 2022                                                        | 1                                                                          | cap. 46’                                                                   |
| 28-3-2021                                                                  | Tirana                                                                     | Albania                                                                    | 0 – 2                                                                      | Inghilterra                                                                | Qual. Mondiali 2022                                                        | -                                                                          |                                                                            |
| 31-3-2021                                                                  | Londra                                                                     | Inghilterra                                                                | 2 – 1                                                                      | Polonia                                                                    | Qual. Mondiali 2022                                                        | -                                                                          | 90’                                                                        |
| 13-6-2021                                                                  | Londra                                                                     | Inghilterra                                                                | 1 – 0                                                                      | Croazia                                                                    | Euro 2020 - 1º turno                                                       | 1                                                                          | 90+2’                                                                      |
| 18-6-2021                                                                  | Londra                                                                     | Inghilterra                                                                | 0 – 0                                                                      | Scozia                                                                     | Euro 2020 - 1º turno                                                       | -                                                                          |                                                                            |
| 22-6-2021                                                                  | Londra                                                                     | Rep. Ceca                                                                  | 0 – 1                                                                      | Inghilterra                                                                | Euro 2020 - 1º turno                                                       | 1                                                                          | 67’                                                                        |
| 29-6-2021                                                                  | Londra                                                                     | Inghilterra                                                                | 2 – 0                                                                      | Germania                                                                   | Euro 2020 - Ottavi di finale                                               | 1                                                                          |                                                                            |
| 3-7-2021                                                                   | Roma                                                                       | Ucraina                                                                    | 0 – 4                                                                      | Inghilterra                                                                | Euro 2020 - Quarti di finale                                               | -                                                                          | 65’                                                                        |
| 7-7-2021                                                                   | Londra                                                                     | Inghilterra                                                                | 2 – 1 dts                                                                  | Danimarca                                                                  | Euro 2020 - Semifinale                                                     | -                                                                          |                                                                            |
| 11-7-2021                                                                  | Londra                                                                     | Italia                                                                     | 1 – 1 dts (3 – 2 dtr)                                                      | Inghilterra                                                                | Euro 2020 - Finale                                                         | -                                                                          |                                                                            |
| 2-9-2021                                                                   | Budapest                                                                   | Ungheria                                                                   | 0 – 4                                                                      | Inghilterra                                                                | Qual. Mondiali 2022                                                        | 1                                                                          | 56’                                                                        |
| 8-9-2021                                                                   | Varsavia                                                                   | Polonia                                                                    | 1 – 1                                                                      | Inghilterra                                                                | Qual. Mondiali 2022                                                        | -                                                                          |                                                                            |
| 12-10-2021                                                                 | Londra                                                                     | Inghilterra                                                                | 1 – 1                                                                      | Ungheria                                                                   | Qual. Mondiali 2022                                                        | -                                                                          | 76’                                                                        |
| 12-11-2021                                                                 | Londra                                                                     | Inghilterra                                                                | 5 – 0                                                                      | Albania                                                                    | Qual. Mondiali 2022                                                        | -                                                                          | 77’                                                                        |
| 26-3-2022                                                                  | Londra                                                                     | Inghilterra                                                                | 2 – 1                                                                      | Svizzera                                                                   | Amichevole                                                                 | -                                                                          | 61’                                                                        |
| 29-3-2022                                                                  | Londra                                                                     | Inghilterra                                                                | 3 – 0                                                                      | Costa d'Avorio                                                             | Amichevole                                                                 | 1                                                                          | cap. 62’                                                                   |
| 7-6-2022                                                                   | Monaco di Baviera                                                          | Germania                                                                   | 1 – 1                                                                      | Inghilterra                                                                | UEFA Nations League 2022-2023 - 1º turno                                   | -                                                                          |                                                                            |
| 11-6-2022                                                                  | Wolverhampton                                                              | Inghilterra                                                                | 0 – 0                                                                      | Italia                                                                     | UEFA Nations League 2022-2023 - 1º turno                                   | -                                                                          | Cap. 79’                                                                   |
| 14-6-2022                                                                  | Wolverhampton                                                              | Inghilterra                                                                | 0 – 4                                                                      | Ungheria                                                                   | UEFA Nations League 2022-2023 - 1º turno                                   | -                                                                          | 46’                                                                        |
| 23-9-2022                                                                  | Milano                                                                     | Italia                                                                     | 1 – 0                                                                      | Inghilterra                                                                | UEFA Nations League 2022-2023 - 1º turno                                   | -                                                                          |                                                                            |
| 26-9-2022                                                                  | Londra                                                                     | Inghilterra                                                                | 3 – 3                                                                      | Germania                                                                   | UEFA Nations League 2022-2023 - 1º turno                                   | -                                                                          | 66’                                                                        |
| 21-11-2022                                                                 | Al Rayyan                                                                  | Inghilterra                                                                | 6 – 2                                                                      | Iran                                                                       | Mondiali 2022 - 1º turno                                                   | 1                                                                          | 70’                                                                        |
| 25-11-2022                                                                 | Al Khawr                                                                   | Inghilterra                                                                | 0 – 0                                                                      | Stati Uniti                                                                | Mondiali 2022 - 1º turno                                                   | -                                                                          | 69’                                                                        |
| 10-12-2022                                                                 | Al Khor                                                                    | Inghilterra                                                                | 1 – 2                                                                      | Francia                                                                    | Mondiali 2022 - Quarti di finale                                           | -                                                                          | 80’                                                                        |
| Totale                                                                     |                                                                            | Presenze                                                                   | 82                                                                         |                                                                            | Reti                                                                       | 20                                                                         |                                                                            |

## Palmarès

### Club
- Coppa di Lega inglese: 5

Manchester City: 2015-2016, 2017-2018, 2018-2019, 2019-2020, 2020-2021
- Campionato inglese: 4

Manchester City: 2017-2018, 2018-2019, 2020-2021, 2021-2022
- Community Shield: 2

Manchester City: 2018, 2019
- Coppa d'Inghilterra: 1

Manchester City: 2018-2019

### Individuale
- European Golden Boy: 1

2014
- Squadra della stagione della UEFA Champions League: 1

2018-2019
- Squadra dell'anno della PFA: 1

2018-2019
- Giovane dell'anno della PFA:1

2018-2019
- FWA Footballer of the Year: 1

2018-2019
- Squadra del torneo del campionato europeo: 1

Europa 2020